# Muscicapa tessmanni
Muscicapa tessmanni là một loài chim trong họ Muscicapidae.